# Lạp xưởng
Lạp xưởng, hay còn được gọi là lạp sườn, lạp xường (tiếng Trung: 臘腸; bính âm: làcháng; Việt bính: laap6 coeng4-2; Hán Việt: lạp trường) là một món ăn có nguồn gốc từ Trung Quốc. Lạp xưởng được làm từ thịt nạc và thịt mỡ heo xay nhuyễn trộn với rượu, đường rồi nhồi vào ruột heo khô để chín bằng cách lên men tự nhiên. Lạp xưởng phơi là "lạp xưởng khô", còn không phơi là "lạp xưởng tươi". Lạp xưởng màu hồng hoặc nâu sậm, vị ngọt. Có thể bảo quản lâu.

## Lịch sử
Món lạp xưởng được chế biến trước thời Nam Bắc triều, công thức chế biến của nó được ghi trong sách Tề dân yếu thuật (齊民要術) của triều đại Bắc Ngụy lần đầu tiên. Phương pháp chế biến lạp xưởng đã được lưu truyền đến nay ngày. Lạp xưởng bảo quản được lâu, nên ăn sau khi nấu xong có hương vị thơm ngon, thanh dịu, đậm đà, dư vị để lại lâu.

## Phổ biến
Ở Trung Quốc, lạp xưởng của Quảng Đông và Tứ Xuyên rất có tiếng. Ở Việt Nam có lạp xưởng Sóc Trăng và Cai Lậy (Tiền Giang).
Hiện tại, Lạp Xưởng tại Việt Nam được sản xuất nhiều nhất tại Sóc Trăng và gần như trở thành bộ đôi đặc sản đi chung cùng bánh Pía. Lạp xưởng có thể chế biến ăn liền hoặc làm nhân bánh bao, bánh gối, há cảo, bò bía hoặc bánh trung thu, bánh ú, xôi bát bửu,...